# ポメラニア公の一覧

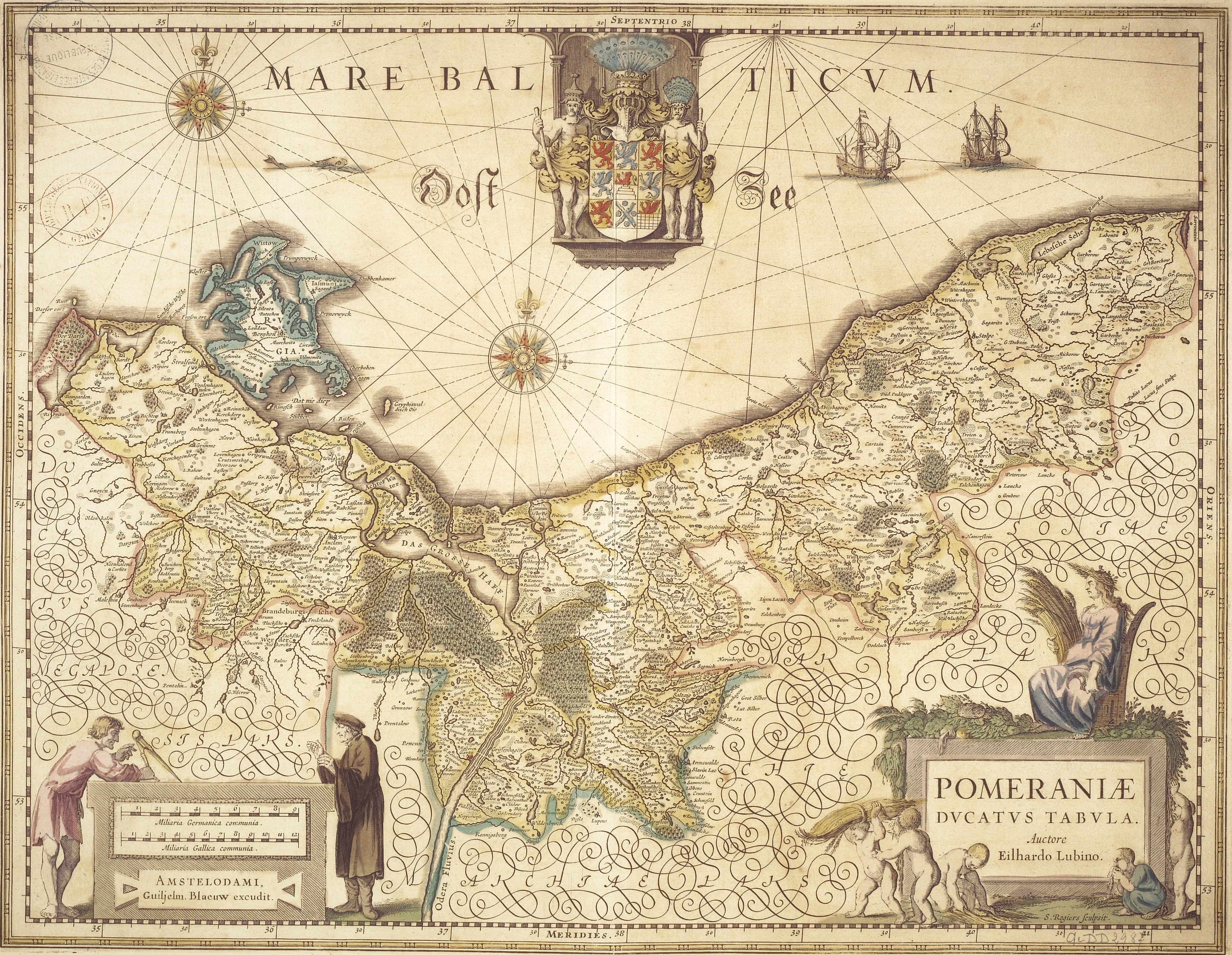
17世紀のポメラニア公国

ポメラニア公の一覧（ポメラニアこうのいちらん）は、ポメラニアを支配したポメラニア公国の公の一覧である。

## スラヴ系諸部族の支配
10世紀から11世紀まで、スラヴ系諸部族がポメラニアを支配した。
| 名前                    | 出生                 | 治世              | 死去          | 支配地域       | 配偶者 | 備考 |
| ----------------------- | -------------------- | ----------------- | ------------- | -------------- | ------ | --- |
| シェモミスウ            | 1000年?または1020年? | 1000年以降-1046年 | 1046年6月29日 | ポメラニア全体 | 不明   | 現在知られているポメラニア公のうち、最初の一人である。ポーランド王ミェシュコ1世の父シェモミスウとは別人。 |
| シュヴィエントボル      | 1046年以前           | 1060年-1106年     | 1106年        | ポメラニア全体 | アンナ | シェモミスウの子。                                                                                        |
| シュヴィエントペウク1世 | 1080年ごろ           | 1106年-1113年     | 1148年以前    | ダンツィヒ     | 不明   | |

1106年、ポメラニアはシュヴィエントボルの二人の子に分割された。ヴァルティスラフ1世はポメラニア家およびポメラニア公国を創設し、シュヴィエントペウク1世はダンツィヒを支配した。1109年、ナクロの戦いでポーランド大公ボレスワフ3世曲唇公がポメラニアの諸公を撃破し、ポメラニアを支配下においた。

## ポメラニア公国
シュヴィエントボルによる分割で成立し、ヴァルティスラフ1世が相続した公国が後にポメラニア公国として知られるようになった。

ポメラニア家のグリフィン紋章

### ポメラニア分割

#### 第一次分割（1155年-1264年）
1155年、ポメラニアはポメラニア＝シュチェチンとポメラニア＝デミーンに分割された。1190年、シュラヴェとシュトルプがポメラニア＝シュチェチンから分離した。
1231年、神聖ローマ皇帝フリードリヒ2世はブランデンブルク辺境伯ヨハン1世とオットー3世をポメラニアの領主として認め、1236年のクレンメン条約と1250年のランディーン条約で再確認した。これらの条約に従って、ポメラニアはブランデンブルクの封土になり、間接的には神聖ローマ帝国の封土にもなった。
      シュチェチン
      デミーン
      シュラヴェ＝シュトルプ
| ポメラニア＝シュチェチン公国 1155年、独立。 1190年、ポメラニア＝シュチェチンとポメラニア＝シュラヴェに再分割。 | ポメラニア＝デミーン公国 1155年、独立。 |

| ポメラニア＝シュチェチン公国 1238年、シュラヴェを併合。 | ポメラニア＝シュラヴェ＝シュトルプ公国 1227年、シュラヴェはポメラニア＝シュチェチンに併合、シュトルプはポメレレンに併合。 | ポメラニア＝デミーン公国 独立を維持。 |

1227年、シュラヴェはポメラニア＝シュチェチンに併合、シュトルプはポメレレンに併合された。1238年にはシュラファもポメレレンの一部になり、Swenzo家（ドイツ語: Swenzonen）の城主に統治された。1316年、ポメラニア＝ヴォルガストの一部になり、1347年には完全にブランデンブルクに支配された。
| ポメラニア＝シュチェチン公国 1264年、ポメラニア＝デミーンと統一。 | ポメラニア＝デミーン公国 1264年、ポメラニア＝シュチェチンと統一。 |

1264年、ヴァルティスラフ3世が後継者を残さずに死亡し、バルニム1世がポメラニア公国を単独統治した。バルニム1世が1278年に亡くなるとその子ボギスラフ4世、バルニム2世、オットー1世が共同統治したが、弟たちが幼少だったこともあって長子のボギスラフ4世が政治を主導した。

#### 第二次分割（1295年-1368年）
1295年、バルニム1世の子たちが成人し、ポメラニア公国はペーネ川とイナ川に沿って分割され、川の北はボギスラフ4世を公とするポメラニア＝ヴォルガスト公国、南はオットー1世を公とするポメラニア＝シュチェチン公国となった。
      シュチェチン
      ヴォルガスト
| ポメラニア＝シュチェチン公国 | ポメラニア＝ヴォルガスト公国 1368年に再分割。 |

#### 第三次分割（1368年-1376年）
1368年、ポメラニア＝ヴォルガスト公国はヴォルガストを含む西部（独: Wolgast diesseits der Swine）と東部（独: Wolgast jenseits der Swine）に分割された。東部はシュトルプを含むため「ポメラニア＝シュトルプ公国」とも呼ばれている。
      シュチェチン
      ヴォルガスト
      ヴォルガスト＝シュトルプ
| ポメラニア＝シュチェチン公国 | ポメラニア＝シュチェチン公国 | ポメラニア＝ヴォルガスト公国 1368年の分割で領土が縮小。 | ポメラニア＝シュトルプ公国 ポメラニア＝ヴォルガスト公国の旧領の一部。 |

#### 第四次分割（1376年-1478年）
1376年、ヴォルガストを含むポメラニア＝ヴォルガスト公国の西部が西のポメラニア＝バルト（名前はバルトから来ている）と東のポメラニア＝ヴォルガスト（ヴォルガストを含むため、便宜上分割前と同じ名前となっている）に分割された。翌年、ポメラニア＝シュトルプ公国が西のポメラニア＝スタルガルトと東のポメラニア＝シュトルプに分割された。
      シュチェチン
      ヴォルガスト
      バルト
      ヴォルガスト＝シュトルプ
      ヴォルガスト＝シュトルプ＝スタルガルト
| ポメラニア＝シュチェチン | ポメラニア＝シュチェチン | ポメラニア＝ヴォルガスト公国 1376年に領土がさらに縮小、第二次分割時点のポメラニア＝ヴォルガスト公国の西部の東部にあたる。 | ポメラニア＝バルト公国 第二次分割時点のポメラニア＝ヴォルガスト公国の西部の西部にあたる。 | ポメラニア＝シュトルプ公国 1377年に領土が縮小、第二次分割時点のポメラニア＝ヴォルガスト公国の東部の東部にあたる。 | ポメラニア＝スタルガルト公国 第二次分割時点のポメラニア＝ヴォルガスト公国の東部の西部にあたる。 |

1459年、ポメラニア＝シュトルプ公国とポメラニア＝スタルガルト公国が消滅、ポメラニア＝ヴォルガスト公国に併合された。
| ポメラニア＝シュチェチン公国 | ポメラニア＝シュチェチン公国 | ポメラニア＝ヴォルガスト公国 | ポメラニア＝バルト公国 |

200年間の分裂を経て、1478年、ボギスラフ10世が3公国をすべて相続し、ポメラニア公国は一時的に統一された。

#### 第五次分割（1531年-1569年）
1531年、ポメラニアは再びポメラニア＝シュチェチン公国とポメラニア＝ヴォルガスト公国に分割された。第二次分割でも同じ名前の公国が創設されたが、第二次分割が南北で分けたのに対し、第五次分割は東西で分割した。ポメラニア＝シュチェチン公国は東にあたる。
      シュチェチン
      ヴォルガスト
| ポメラニア＝ヴォルガスト公国 | ポメラニア＝ヴォルガスト公国 | ポメラニア＝シュチェチン公国 |

#### 第六次分割（1569年-1625年）
1569年、ポメラニア＝バルト公国がポメラニア＝ヴォルガスト公国から、ポメラニア＝リューゲンヴァルデ公国がポメラニア＝シュチェチン公国から分離した。
      シュチェチン
      ヴォルガスト
      ヴォルガスト＝バルト
      リューゲンヴァルデ
| ポメラニア＝ヴォルガスト公国 1625年、ポメラニア＝シュチェチン公国と再統一。 | ポメラニア＝ヴォルガスト公国 1625年、ポメラニア＝シュチェチン公国と再統一。 | ポメラニア＝バルト公国 1603年、ポメラニア＝シュチェチン公国に併合される。 | ポメラニア＝シュチェチン公国 1625年、ポメラニア＝ヴォルガスト公国と再統一。 | ポメラニア＝リューゲンヴァルデ公国 1620年、ポメラニア＝シュチェチン公国に併合される。 |

#### 最後の統一とスウェーデンへの割譲
1625年、ボギスラフ14世は全ポメラニアを統一した。しかし、彼は1637年に後継者を残さずに死去し、同年スウェーデンがフォアポメラニアを占領した。この占領は1648年のヴェストファーレン条約で正式に承認され、スウェーデン領ポメラニアが成立した。またラウエンブルク＝ビュートウは1637年から1657年までポーランド領となり、東部地域にあたるヒンターポメラニアは神聖ローマ帝国が消滅する1806年までブランデンブルク選帝侯領となった。その後、スウェーデン領のフォアポメラニアもプロイセン王国に併合された。

### ポメラニア公

#### ポメラニア家またはグライフ家（1121年-1637年）
| 名前                                                                | 名前 | 出生              | 治世                | 死去                        | 支配地域                                                         | 配偶者 | 備考 |
| ------------------------------------------------------------------- | ---- | ----------------- | ------------------- | --------------------------- | ---------------------------------------------------------------- | --- | --- |
| ヴァルティスラフ1世                                                 |      | 1091年ごろ        | 1121年 - 1135年     | 1135年                      | ポメラニア                                                       | 異教徒の妻24人 ハイラ・フォン・ザクセン 1128年以前 1人の子女を儲ける イーダ・ア・ダンマーク 1129年 3人の子女を儲ける | 初代ポメラニア公、ポメラニア家を創設した。異教徒だったが、12世紀の初めにキリスト教に改宗。子のボギスラフ1世とともにオットー・フォン・バンベルクのポメラニアでの宣教を支持、成功させる。 |
| ラティボル1世                                                       |      | 1124年ごろ        | 1135年 - 1156年     | 1156年                      | ポメラニア                                                       | プリブィスラヴァ・ヤロスラヴナ 1136年 4人の子女を儲ける | 後にシュラヴェ＝シュトルプを支配するラティボル系ポメラニア家の先祖。 |
| ボギスラフ1世                                                       |      | 1127年            | 1156年 - 1184年     | 1187年3月18日               | ポメラニア＝シュチェチン                                         | ヴァルブルガ・ア・ダンマーク 3人の子女を儲ける アナスタシア・ポルスカー 1177年4月26日 2人の子女を儲ける | |
| カジミール1世                                                       |      | 1130年以降        | 1156年 - 1180年     | 1180年秋                    | ポメラニア＝デミーン                                             | プリトラヴァ 子を儲けず | |
| ヴァルティスラフ2世                                                 |      | 1160年ごろ        | 1180年 - 1184年     | 1184年ごろ                  | ポメラニア＝デミーン                                             | ソフィア・ポルスカー 子を儲けず | |
| ボギスラフ1世                                                       |      | 1127年            | 1184年 - 1187年     | 1187年3月18日               | ポメラニア＝シュチェチンとポメラニア＝デミーン                   | ヴァルブルガ・ア・ダンマーク 3人の子女を儲ける アナスタシア・ポルスカー 1177年4月26日 2人の子女を儲ける | |
| スヴァントポルク                                                    |      | 1156年以前        | 1156年 - 1190年ごろ | 1190年代                    | ポメラニア＝シュラヴェ＝シュトルプ                               | 未婚 | ラティボル1世の子。 |
| アナスタシア・ポルスカー （摂政）                                   |      | 1164年ごろ        | 1187年 - 1208年     | 1240年ごろ                  | ポメラニア＝シュチェチンとポメラニア＝デミーン                   | ボギスラフ1世 1177年4月26日 2人の子女を儲ける | ボギスラフ1世の未亡人。 |
| ボギスラフ2世                                                       |      | 1177年            | 1208年 - 1220年     | 1220年1月23日               | ポメラニア＝シュチェチン                                         | ミロスラヴァ・フォン・ポメレレン 1210年 3人の子女を儲ける | ボギスラフ1世の子。 |
| カジミール2世                                                       |      | 1180年ごろ        | 1208年 - 1219年     | 1219年                      | ポメラニア＝デミーン                                             | インガルズ・ア・ダンマーク 1210年 2人の子女を儲ける | |
| ボギスラフ3世                                                       |      | 1190年以前        | 1190年ごろ - 1223年 | 1223年                      | ポメラニア＝シュラヴェ＝シュトルプ                               | ポーランド大公ミェシュコ3世の娘 1223年以前 2人の子女を儲ける | ボギスラフ2世の子、バルニム1世の弟。1190年、シュラヴェを父から譲り受ける。 |
| ミロスラヴァ・フォン・ポメレレン （摂政）                           |      | 1190年            | 1220年 - 1226年     | 1237年                      | ポメラニア＝シュチェチン                                         | ボギスラフ2世 1210年 3人の子女を儲ける | ボギスラフ2世の未亡人。 |
| バルニム1世善良公                                                   |      | 1217/9年ごろ      | 1226年 - 1264年     | 1278年12月13日              | ポメラニア＝シュチェチン                                         | アンナ・マリア・フォン・ザクセン 1238年9月4日と1242年7月18日の間 3人の子女を儲ける マルガレーテ・フォン・ブラウンシュヴァイク＝リューネブルク 1252年/1253年 1人の子女を儲ける マティルデ・フォン・ブランデンブルク 1263年3月29日と1267年5月20日の間 6人の子女を儲ける | 1227年以降、ポメラニア公は再び神聖ローマ帝国の臣下になる。 |
| インガルズ・ア・ダンマーク （摂政）                                 |      | 1190年ごろ        | 1219年 - 1226年     | 1248年                      | ポメラニア＝デミーン                                             | カジミール2世 1210年 2人の子女を儲ける | カジミール2世の未亡人。 |
| ヴァルティスラフ3世                                                 |      | 1210年ごろ        | 1226年 - 1264年     | 1264年5月17日               | ポメラニア＝デミーン                                             | ゾフィア 1236年 3人の子女を儲ける | 1264年に死去すると、バルニム1世が単独でポメラニアを統治した。 |
| ラティボル2世                                                       |      | 1223年以前        | 1223年 - 1238年     | 1238年                      | ポメラニア＝シュラヴェ＝シュトルプ                               | 未婚 | ボギスラフ3世の子。ボギスラフ2世の子かポメレレン公ムシチュイ1世の子とする文献もある。                                                                                                   |
| バルニム1世善良公                                                   |      | 1217/9年ごろ      | 1264年 - 1278年     | 1278年12月13日              | ポメラニア                                                       | アンナ・マリア・フォン・ザクセン 1238年9月4日と1242年7月18日の間 3人の子女を儲ける マルガレーテ・フォン・ブラウンシュヴァイク＝リューネブルク 1252年/1253年 1人の子女を儲ける マティルデ・フォン・ブランデンブルク 1263年3月29日と1267年5月20日の間 6人の子女を儲ける | ポメラニア公国を再統一。 |
| ボギスラフ4世                                                       |      | 1255年ごろ        | 1278年 - 1295年     | 1309年2月19日/24日          | ポメラニア                                                       | マティルデ・フォン・ブランデンブルク＝シュテンダル 1275年と1278年の間 子を儲けず マルガレーテ・フォン・リューゲン 1284年8月13日 6人の子女を儲ける | 義母と異母弟たちと共同統治。 |
| マティルデ・フォン・ブランデンブルク （摂政）                       |      | 不明              | 1278年 - 1294年     | 1316年12月20日              | ポメラニア                                                       | バルニム1世善良公 1263年3月29日と1267年5月20日の間 6人の子女を儲ける | バルニム1世の未亡人。義子ボギスラフ4世と実子バルニム2世とオットー1世と共同統治。 |
| バルニム2世                                                         |      | 1277年ごろ        | 1294年 - 1295年     | 1295年5月28日               | ポメラニア                                                       | 未婚 | ボギスラフ4世とオットー1世と共同統治。 |
| オットー1世                                                         |      | 1279年            | 1294年 - 1295年     | 1344年12月31日              | ポメラニア                                                       | エリーザベト・フォン・ホルシュタイン 1296年4月 2人の子女を儲ける | バルニム2世とボギスラフ4世と共同統治。 |
| ボギスラフ4世                                                       |      | 1255年ごろ        | 1295年 - 1309年     | 1309年2月19日/24日          | ポメラニア＝ヴォルガスト                                         | マティルデ・フォン・ブランデンブルク＝シュテンダル 1275年と1278年の間 子を儲けず マルガレーテ・フォン・リューゲン 1284年8月13日 6人の子女を儲ける | ポメラニア＝ヴォルガスト公国の初代公爵。 |
| オットー1世                                                         |      | 1279年            | 1295年 - 1344年     | 1344年12月31日              | ポメラニア＝シュチェチン                                         | エリーザベト・フォン・ホルシュタイン 1296年4月 2人の子女を儲ける | |
| ヴァルティスラフ4世                                                 |      | 1290年以前        | 1309年 - 1326年     | 1326年8月1日                | ポメラニア＝ヴォルガスト                                         | エリーザベト・フォン・リンドー＝ルッピン 1316年/1317年4月11日 3人の子女を儲ける | ボギスラフ4世の子。 |
| バルニム3世大公                                                     |      | 1300年ごろ        | 1344年 - 1368年     | 1368年8月14日               | ポメラニア＝シュチェチン                                         | アグネス・フォン・ブラウンシュヴァイク＝グルーベンハーゲン 1330年 5人の子女を儲ける | |
| エリザベート・フォン・リンドー＝ルッピン （摂政）                   |      | 1300年            | 1326年 - 1330年ごろ | 1355年2月と1356年7月2日の間 | ポメラニア＝ヴォルガスト                                         | ヴァルティスラフ4世 1316年/1317年4月11日 3人の子女を儲ける | ヴァルティスラフ4世の未亡人。 |
| ボギスラフ5世大公                                                   |      | 1318年ごろ        | 1330年ごろ - 1368年 | 1374年4月23日               | ポメラニア＝ヴォルガスト                                         | エリシュカ・ポルスカー 1343年2月24日/25日 3人の子女を儲ける アーデルハイト・フォン・ブラウンシュヴァイク＝グルーベンハーゲン 1362年/1363年 4人の子女を儲ける | |
| ヴァルティスラフ5世人民の父公                                       |      | 1326年11月1日ごろ | 1330年ごろ - 1368年 | 1390年                      | ポメラニア＝ヴォルガスト                                         | アンナ・フォン・メクレンブルク＝シュタルガルト 1390年以前 子を儲けず | ボギスラフ5世と共同統治。未婚とする史料もある。 |
| バルニム4世善良公                                                   |      | 1325年            | 1330年ごろ - 1365年 | 1365年8月22日               | ポメラニア＝ヴォルガスト                                         | ゾフィア・フォン・メクレンブルク＝ヴェルレ 1343年 3人の子女を儲ける | ボギスラフ5世・ヴァルティスラフ5世と共同統治。 |
| カジミール3世                                                       |      | 1348年            | 1368年 - 1372年     | 1372年8月24日               | ポメラニア＝シュチェチン                                         | 未婚 | バルニム3世の子。 |
| ボギスラフ5世大公                                                   |      | 1318年ごろ        | 1368年 - 1374年     | 1374年4月23日               | ポメラニア＝ヴォルガスト＝シュトルプ                             | エリシュカ・ポルスカー 1343年2月24日/25日 3人の子女を儲ける アーデルハイト・フォン・ブラウンシュヴァイク＝グルーベンハーゲン 1362年/1363年 4人の子女を儲ける | ヴォルガストから分離したシュトルプの初代公爵。 |
| ボギスラフ6世                                                       |      | 1350年ごろ        | 1365年 - 1393年     | 1393年3月7日                | ポメラニア＝ヴォルガスト                                         | ユッタ・フォン・ザクセン＝ラウエンブルク 1369年と1377年の間 子を儲けず アグネス・フォン・ブラウンシュヴァイク＝リューネブルク 1389年9月14日/19日 ツェレ 2人の子女を儲ける                                                                                             | バルニム4世の子。 |
| ヴァルティスラフ6世隻眼公                                           |      | 1345年            | 1365年 - 1377年     | 1394年6月13日               | ポメラニア＝ヴォルガスト                                         | アンナ・フォン・メクレンブルク＝シュタルガルト 1363年10月1日 4人の子女を儲ける | ボギスラフ6世と共同統治。 |
| スヴァンティボル1世                                                 |      | 1351年ごろ        | 1372年 - 1413年     | 1413年6月21日               | ポメラニア＝シュチェチン                                         | アンナ・フォン・ニュルンベルク 1363年9月17日 4人の子女を儲ける | バルニム3世の子。 |
| ボギスラフ7世年長公                                                 |      | 1355年以前        | 1372年 - 1404年     | 1404年                      | ポメラニア＝シュチェチン                                         | 不明 1404年以前 子を儲けず | スヴァンティボル1世と共同統治。 |
| カジミール4世                                                       |      | 1351年            | 1374年 - 1377年     | 1377年1月2日                | ポメラニア＝ヴォルガスト＝シュトルプ                             | ケンナ・フォン・リタウエン 1360年 子を儲けず マルガレーテ・フォン・マゾヴィーン 1368年/1369年 子を儲けず | 死後、ポメラニア＝シュトルプからポメラニア＝シュトルプ＝スタルガルトが分離した。 |
| ボギスラフ8世偉大公                                                 |      | 1364年ごろ        | 1377年 - 1418年     | 1418年2月11日               | ポメラニア＝ヴォルガスト＝シュトルプ＝スタルガルト               | ゾフィア・フォン・ホルシュタイン 1398年ごろ 2人の子女を儲ける | ヴァルティスラフ7世の兄弟、シュトルプから分離したスタルガルトの初代公。 |
| バルニム5世                                                         |      | 1369年            | 1377年 - 1402年     | 1402/3年                    | ポメラニア＝ヴォルガスト＝シュトルプ＝スタルガルト               | ヘートヴィヒ・フォン・リタウエン 1396年9月27日 1人の子女を儲ける | 1402年まで兄のボギスラフ8世と共同統治。 |
| ヴァルティスラフ7世                                                 |      | 1363/5年          | 1377年 - 1394/5年   | 1394/5年                    | ポメラニア＝ヴォルガスト＝シュトルプ                             | マリア・フォン・メクレンブルク＝シュヴェリーン 1380年3月23日 1人の子女を儲ける | |
| ヴァルティスラフ6世隻眼公                                           |      | 1345年            | 1377年 - 1393年     | 1394年6月13日               | ポメラニア＝ヴォルガスト＝バルト                                 | アンナ・フォン・メクレンブルク＝シュタルガルト 1363年10月1日 4人の子女を儲ける | 1377年、ヴォルガストから分離したバルトの初代公爵になる。 |
| ボギスラフ8世偉大公                                                 |      | 1364年ごろ        | 1394/5年 - 1418年   | 1418年2月11日               | ポメラニア＝ヴォルガスト＝シュトルプ                             | ゾフィア・フォン・ホルシュタイン 1398年ごろ 2人の子女を儲ける | ヴァルティスラフ7世の兄弟。 |
| バルニム5世                                                         |      | 1369年            | 1395年 - 1403年     | 1402/3年                    | ポメラニア＝ヴォルガスト＝シュトルプ                             | ヘートヴィヒ・フォン・リタウエン 1396年9月27日 1人の子女を儲ける | 1402年まで兄のボギスラフ8世と共同統治。 |
| ヴァルティスラフ6世隻眼公                                           |      | 1345年            | 1393年 - 1394年     | 1394年6月13日               | ポメラニア＝ヴォルガスト                                         | アンナ・フォン・メクレンブルク＝シュタルガルト 1363年10月1日 4人の子女を儲ける | 1393年に弟のボギスラフ6世が亡くなり、ポメラニア＝ヴォルガストを再統一。 |
| オットー2世                                                         |      | 1380年ごろ        | 1413年 - 1428年     | 1428年3月27日               | ポメラニア＝シュチェチン                                         | アグネス・フォン・メクレンブルク＝シュタルガルト 1411年ごろ 子を儲けず | スヴァンティボル1世の子。 |
| カジミール5世                                                       |      | 1380年以前        | 1413年 - 1435年     | 1435年4月13日               | ポメラニア＝シュチェチン                                         | カタリーナ・フォン・ブラウンシュヴァイク＝リューネブルク 1420年ごろまたはそれ以前 3人の子女を儲ける エリーザベト・フォン・ブラウンシュヴァイク＝グルーベンハーゲン 1439年ごろまたはそれ以前 1人の子女を儲ける                                                         | 弟オットー2世と共同統治。 |
| バルニム6世                                                         |      | 1365年ごろ        | 1393年 - 1405年     | 1405年9月22日               | ポメラニア＝ヴォルガスト                                         | フェローニカ・フォン・ホーエンツォレルン 1395年ごろまたはそれ以前 3人の子女を儲ける | ヴァルティスラフ6世の子。 |
| ヴァルティスラフ8世                                                 |      | 1373年            | 1393年 - 1415年     | 1415年8月20日/23日          | ポメラニア＝ヴォルガスト                                         | アグネス・フォン・ザクセン＝ラウエンブルク 1398年ごろまたはそれ以前 4人の子女を儲ける | 兄のバルニム6世と共同統治。 |
| ボギスラフ9世                                                       |      | 1407/10年         | 1418年 - 1446年     | 1446年12月7日               | ポメラニア＝ヴォルガスト＝シュトルプ（シュトルプとスタルガルト） | マリア・フォン・マゾヴィーン 1432年6月24日 ポーゼン 2人の子女を儲ける | |
| アグネス・フォン・ザクセン＝ラウエンブルク （摂政）                 |      | 1373年以降        | 1415年 - 1417/25年  | 1435年                      | ポメラニア＝ヴォルガスト                                         | ヴァルティスラフ8世 1398年ごろまたはそれ以前 4人の子女を儲ける | バルニム8世、スヴァンティボル2世、ヴァルティスラフ9世、バルニム7世の摂政。 |
| ヴァルティスラフ9世                                                 |      | 1400年ごろ        | 1417/25年 - 1457年  | 1457年4月17日               | ポメラニア＝ヴォルガスト                                         | ゾフィー・フォン・ザクセン＝ラウエンブルク 1420年 4人の子女を儲ける | バルニム6世の子。 |
| バルニム7世年長公                                                   |      | 1390年            | 1417/25年 - 1450年  | 1450年9月22日               | ポメラニア＝ヴォルガスト                                         | 未婚 | 弟ヴァルティスラフ9世と共同統治。 |
| バルニム8世若公                                                     |      | 1405/7年          | 1425年 - 1451年     | 1451年12月15日と19日の間    | ポメラニア＝ヴォルガスト＝バルト                                 | アンナ・フォン・ヴンストルフ 1434年ごろまたはそれ以前 1人の子女を儲ける | |
| スヴァンティボル2世平静公                                           |      | 1408年ごろ        | 1425年 - 1432年     | 1432年                      | ポメラニア＝ヴォルガスト＝バルト                                 | 未婚 | |
| ポメラニア＝シュチェチンの摂政会議：1435年-1443年                   |      |                   |                     |                             |                                                                  | | |
| ヨアヒム1世若公                                                     |      | 1424年            | 1435年 - 1451年     | 1451年10月4日               | ポメラニア＝シュチェチン                                         | エリーザベト・フォン・ブランデンブルク 1440年9月29日 1人の子女を儲ける | カジミール5世の子。 |
| マリア・フォン・マゾヴィーン （摂政）                               |      | 1408/15年         | 1446年 - 1449年     | 1454年2月14日               | ポメラニア＝ヴォルガスト＝シュトルプ（シュトルプとスタルガルト） | ボギスラフ9世 1432年6月24日 ポーゼン 2人の子女を儲ける | エーリヒ1世の摂政。 |
| エーリヒ1世                                                         |      | 1381/2年          | 1449年 - 1459年     | 1459年5月3日                | ポメラニア＝ヴォルガスト＝シュトルプ（シュトルプとスタルガルト） | フィリッパ・オブ・イングランド 1406年10月26日 ルンド 1人の子女を儲ける | ヴァルティスラフ7世の子。カルマル同盟のノルウェー国王、デンマーク国王、およびスウェーデン国王。                                                                                         |
| エーリヒ2世                                                         |      | 1418/25年         | 1457年 - 1474年     | 1474年7月5日                | ポメラニア＝ヴォルガスト                                         | アンナ・ゾフィア・フォン・ポンメルン＝シュトルプ 1451年 12人の子女を儲ける | |
| オットー3世                                                         |      | 1444年5月29日     | 1460年 - 1464年     | 1464年9月7日                | ポメラニア＝シュチェチン                                         | 未婚 | |
| ヴァルティスラフ10世                                                |      | 1435年            | 1457年 - 1478年     | 1478年12月17日              | ポメラニア＝ヴォルガスト＝バルト                                 | エリーザベト・フォン・ブランデンブルク 1454年3月5日 2人の子女を儲ける マグダレーナ・フォン・メクレンブルク＝シュタルガルト 1472年 子を儲けず | ヴァルティスラフ9世の子。 |
| エーリヒ2世                                                         |      | 1418/25年         | 1464年 - 1474年     | 1454年7月5日                | ポメラニア＝シュチェチン                                         | アンナ・ゾフィア・フォン・ポンメルン＝シュトルプ 1451年 12人の子女を儲ける | |
| ボギスラフ10世大公                                                  |      | 1454年6月3日      | 1474年 - 1478年     | 1523年10月5日               | ポメラニア＝ヴォルガストとポメラニア＝シュチェチン               | マルガレーテ・フォン・ブランデンブルク 1477年9月20日 プレンツラウ 子を儲けず アンナ・ヤギェロンカ 1491年2月2日 シュチェチン 8人の子女を儲ける | |
| ボギスラフ10世大公                                                  |      | 1454年6月3日      | 1478年 - 1523年     | 1523年10月5日               | ポメラニア                                                       | マルガレーテ・フォン・ブランデンブルク 1477年9月20日 プレンツラウ 子を儲けず アンナ・ヤギェロンカ 1491年2月2日 シュチェチン 8人の子女を儲ける | 1478年、公国を再統一する。 |
| ゲオルク1世                                                         |      | 1493年4月11日     | 1523年 - 1531年     | 1531年5月10日               | ポメラニア                                                       | アマーリエ・フォン・デア・プファルツ 1513年5月22日 シュチェチン 3人の子女を儲ける マルガレーテ・フォン・ブランデンブルク 1530年1月23日 ベルリン 1人の子女を儲ける | ボギスラフ10世の子。 |
| ボギスラフ11世 （統治せず）                                         |      | 1514年            | 1514年              | 1514年                      | ポメラニア                                                       | 未婚 | ゲオルク1世の子。夭折したため統治しなかったが、11世として数えられる。公国を統治した11人目のボギスラフはボギスラフ13世である。                                                           |
| バルニム9世敬虔公                                                   |      | 1501年12月2日     | 1523年 - 1531年     | 1573年11月2日               | ポメラニア                                                       | アンナ・フォン・ブラウンシュヴァイク＝リューネブルク 1525年2月2日 シュチェチン 7人の子女を儲ける | 兄のゲオルク1世と共同統治。 |
| バルニム9世敬虔公                                                   |      | 1501年12月2日     | 1531年 - 1569年     | 1573年11月2日               | ポメラニア＝シュチェチン                                         | アンナ・フォン・ブラウンシュヴァイク＝リューネブルク 1525年2月2日 シュチェチン 7人の子女を儲ける | |
| ボギスラフ12世 （統治せず）                                         |      | 1542年8月27日ごろ | 1542年              | 1542年9月15日以前           | ポメラニア＝シュチェチン                                         | 未婚 | バルニム9世の子。夭折したため統治しなかったが、12世として数えられる。ボギスラフ10世以降、実際に公国を統治したボギスラフは13世と14世のみである。                                         |
| フィリップ1世敬虔公                                                 |      | 1515年7月14日     | 1531年 - 1560年     | 1560年2月14日               | ポメラニア＝ヴォルガスト                                         | マリア・フォン・ザクセン 1536年2月27日 トルガウ 10人の子女を儲ける | ゲオルク1世の子。 |
| エルンスト・ルートヴィヒ平等公                                      |      | 1545年11月20日    | 1560年 - 1592年     | 1592年6月17日               | ポメラニア＝ヴォルガスト                                         | ゾフィア・ヘートヴィヒ・フォン・ブラウンシュヴァイク＝ヴォルフェンビュッテル 1577年10月20日 ヴォルガスト 3人の子女を儲ける | フィリップ1世の子。 |
| ヨハン・フリードリヒ強健公                                          |      | 1542年8月27日     | 1560年 - 1569年     | 1600年2月9日                | ポメラニア＝ヴォルガスト                                         | エルトムーテ・フォン・ブランデンブルク 1577年2月17日 シュチェチン 子を儲けず | 弟のエルンスト・ルートヴィヒと共同統治。 |
| ボギスラフ13世 （統治した公爵のみ数える場合はボギスラフ11世）       |      | 1544年8月9日      | 1560年 - 1569年     | 1606年3月7日                | ポメラニア＝ヴォルガスト                                         | クララ・フォン・ブラウンシュヴァイク＝リューネブルク 1572年9月8日 11人の子女を儲ける アンナ・フォン・シュレースヴィヒ＝ホルシュタイン＝ゾンダーブルク 1601年5月31日 子を儲けず                                                                                        | 兄弟のエルンスト・ルートヴィヒとヨハン・フリードリヒと共同統治。 |
| バルニム10世若公                                                    |      | 1549年2月15日     | 1560年 - 1569年     | 1603年9月1日                | ポメラニア＝ヴォルガスト                                         | アンナ・マリア・フォン・ブランデンブルク 1581年1月8日 ベルリン 子を儲けず | 兄のエルンスト・ルートヴィヒ、ヨハン・フリードリヒ、ボギスラフ13世と共同統治。 |
| ヨハン・フリードリヒ強健公                                          |      | 1542年8月27日     | 1569年 - 1600年     | 1600年2月9日                | ポメラニア＝シュチェチン                                         | エルトムーテ・フォン・ブランデンブルク 1577年2月17日 シュチェチン 子を儲けず | |
| バルニム10世若公                                                    |      | 1549年2月15日     | 1600年 - 1603年     | 1603年9月1日                | ポメラニア＝シュチェチン                                         | アンナ・マリア・フォン・ブランデンブルク 1581年1月8日 ベルリン 子を儲けず | 1600年、シュチェチンを継承。 |
| ボギスラフ13世 （統治した公爵のみ数える場合はボギスラフ11世）       |      | 1544年8月9日      | 1569年 - 1603年     | 1606年3月7日                | ポメラニア＝ヴォルガスト＝バルト                                 | クララ・フォン・ブラウンシュヴァイク＝リューネブルク 1572年9月8日 11人の子女を儲ける アンナ・フォン・シュレースヴィヒ＝ホルシュタイン＝ゾンダーブルク 1601年5月31日 子を儲けず                                                                                        | 1569年、ポメラニア＝ヴォルガスト＝バルトとフランツブルクを獲得。フィリップ・ユリウスの家庭教師。1603年、ポメラニア＝シュチェチンを継承。                                                |
| フィリップ・ユリウス                                                |      | 1584年12月27日    | 1592年 - 1603年     | 1625年2月6日                | ポメラニア＝ヴォルガスト                                         | アグネス・フォン・ブランデンブルク 1604年6月25日 ベルリン 子を儲けず | エルンスト・ルートヴィヒの子。 |
| ボギスラフ13世 （統治した公爵のみ数える場合はボギスラフ11世）       |      | 1544年8月9日      | 1603年 - 1606年     | 1606年3月7日                | ポメラニア＝シュチェチン                                         | クララ・フォン・ブラウンシュヴァイク＝リューネブルク 1572年9月8日 11人の子女を儲ける アンナ・フォン・シュレースヴィヒ＝ホルシュタイン＝ゾンダーブルク 1601年5月31日 子を儲けず                                                                                        | 1603年、ポメラニア＝シュチェチンを継承し、子のフィリップ・ユリウスにバルトとフランツブルクを譲る。                                                                                      |
| フィリップ・ユリウス                                                |      | 1584年12月27日    | 1603年 - 1625年     | 1625年2月6日                | ポメラニア＝ヴォルガスト （バルトとヴォルガスト）                | アグネス・フォン・ブランデンブルク 1604年6月25日 ベルリン 子を儲けず | エルンスト・ルートヴィヒの子。 |
| バルニム10世若公                                                    |      | 1549年2月15日     | 1569年 - 1603年     | 1603年9月1日                | ポメラニア＝シュチェチン＝リューゲンヴァルデ                     | アンナ・マリア・フォン・ブランデンブルク 1581年1月8日 ベルリン 子を儲けず | 1569年、ポメラニア＝シュチェチンから分割されたリューゲンヴァルデを獲得。 |
| フィリップ2世敬虔公                                                 |      | 1573年7月29日     | 1606年 - 1618年     | 1618年2月3日                | ポメラニア＝シュチェチン                                         | ゾフィー・フォン・シュレースヴィヒ＝ホルシュタイン＝ゾンダーブルク 1607年3月10日 トレプトー・アン・デル・レーガ 子を儲けず | ボギスラフ13世の子。 |
| ゲオルク2世                                                         |      | 1582年1月30日     | 1603年 - 1617年     | 1617年3月27日               | ポメラニア＝シュチェチン＝リューゲンヴァルデ                     | 未婚 | フィリップ2世、フランツ、ボギスラフ14世の兄弟。ボギスラフ14世と共同統治。 |
| ボギスラフ14世社交公 （統治した公爵のみ数える場合はボギスラフ12世） |      | 1580年3月31日     | 1603年 - 1625年     | 1637年3月10日               | ポメラニア＝シュチェチン＝リューゲンヴァルデ                     | エリーザベト・フォン・シュレースヴィヒ＝ホルシュタイン＝ゾンダーブルク 1615年 子を儲けず | ボギスラフ13世の子。1606年から1617年まで、リューゲンヴァルデを弟ゲオルク2世と共有している。                                                                                             |
| フランツ                                                            |      | 1577年3月24日     | 1618年 - 1620年     | 1620年11月27日              | ポメラニア＝シュチェチン                                         | ゾフィー・フォン・ザクセン 1610年8月26日 ドレスデン 子を儲けず | フィリップ2世の弟。 |
| ボギスラフ14世社交公 （統治した公爵のみ数える場合はボギスラフ12世） |      | 1580年3月31日     | 1620年 - 1625年     | 1637年3月10日               | ポメラニア＝シュチェチン （シュチェチンとリューゲンヴァルデ）    | エリーザベト・フォン・シュレースヴィヒ＝ホルシュタイン＝ゾンダーブルク 1615年 子を儲けず | 1620年、フランツがなくなると、ボギスラフ14世はポメラニア＝シュチェチンを継承した。 |
| ボギスラフ14世社交公 （統治した公爵のみ数える場合はボギスラフ12世） |      | 1580年3月31日     | 1625年 - 1637年     | 1637年3月10日               | ポメラニア                                                       | エリーザベト・フォン・シュレースヴィヒ＝ホルシュタイン＝ゾンダーブルク 1615年 子を儲けず | 1625年、フィリップ・ユリウスが亡くなり、ボギスラフ14世はポメラニア公国を再統一した。 |

## リューゲン公国
1168年–1325年、デンマークの臣下の支配
- 1162年–1170年 テツワフ
- 1170年–1217年 ヤロマル1世
- 1218年–1249年 ヴィスラフ1世
- 1249年–1260年 ヤロマル2世
- 1260年–1302年 ヴィスラフ2世
- 1303年–1325年 ヴィスラフ3世

1325年-1478年、ポメラニア＝ヴォルガスト公国とポメラニア＝バルト公国の支配下：
- 1325年–1326年 ヴァルティスラフ4世
- 1326年–1368年 ボギスラフ5世、ヴァルティスラフ5世、バルニム4世
- 1368年–1372年 ヴァルティスラフ6世、ボギスラフ6世
- 1372年–1394年 ヴァルティスラフ7世
- 1394年–1415年 ヴァルティスラフ8世
- 1415年–1432年/1436年 スヴァンティボル2世
- 1432年/1436年–1451年 バルニム8世
- 1451年–1457年 ヴァルティスラフ9世
- 1457年–1478年 ヴァルティスラフ10世

1474年以降、ポメラニア＝ヴォルガスト公国領になる。

## ポメレレン公国
1155年、シュヴィエントペウク1世の領地がソビエスラフ1世の下で独立し、サンボル家とポメレレン公国を創設した。

ポメレレンのグリフィン

### ポメレレン公国の分割
1215年、公国は四分割された。
      ダンツィヒ
      ベルガルト
      リーブシャウ
      シュヴェッツ
| ポメレレン＝ダンツィヒ公国 1215年に成立。 | ポメレレン＝ベルガルト公国 1215年に成立。 | ポメレレン＝リーブシャウ公国 1215年に成立。 | ポメレレン＝シュヴェッツ公国 1215年に成立。 |

1271年、ポメレレン公国は再統一され、1296年にポーランド王国領となった。

### ポメレレン公

#### スラヴ系諸部族の支配
| 名前                    | 出生       | 治世          | 死去       | 支配地域   | 配偶者 | 備考                                                           |
| ----------------------- | ---------- | ------------- | ---------- | ---------- | ------ | -------------------------------------------------------------- |
| シュヴィエントペウク1世 | 1080年ごろ | 1106年-1113年 | 1148年以前 | ダンツィヒ | 不明   | ポメレレン公ではなかったが、ポメレレンにあたる土地を支配した。 |

#### ソビェスワフ家（1155年-1296年）
| 名前                  | 名前 | 出生       | 治世          | 死去                       | 支配地域                                           | 配偶者 | 備考 |
| --------------------- | ---- | ---------- | ------------- | -------------------------- | -------------------------------------------------- | --- | --- |
| ソビェスワフ1世       |      | 1130年ごろ | 1155年-1178年 | 1178年                     | ポメレレン                                         | 不明 1150年以前 2人の子女を儲ける | |
| サンボル1世           |      | 1150年ごろ | 1178年-1205年 | 1205年2月7日または12月30日 | ポメレレン                                         | 不明 1205年以前 2人の子女を儲ける | |
| ムシチュイ1世         |      | 1160年ごろ | 1205年-1220年 | 1220年7月1日/2日           | ポメレレン                                         | ズヴィニスワヴァ・ポルスカー 1190年ごろ 4男5女を儲ける | サンボル1世の弟。 |
| シフィエントペウク2世 |      | 1190年ごろ | 1220年-1266年 | 1266年1月11日              | ポメレレン＝ダンツィヒ                             | サロメア・ハーリチャ 1220年以前 1人の子を儲ける エウフロジナ・ポルスカー 1220年ごろ 2人の子女を儲ける エルメネガルダ・フォン・メクレンブルク＝シュヴェリーン 1230年ごろ 2人の子女を儲ける | ムシチュイ1世の子。ダンツィヒを支配し、1227年以降Dux（公）を称した。                                                            |
| ヴァルティスラフ1世   |      | 1195年ごろ | 1220年-1233年 | 1233年1月11日              | ポメレレン＝ベルガルト＝リーブシャウ＝シュヴェッツ | 未婚 | ムシチュイ1世の子。シフィエチェを支配し、1227年以降Dux（公）を称した。死後、領地は弟たちに分割された。                          |
| ラティボル1世         |      | 1212年ごろ | 1233年-1262年 | 1272年6月6日               | ポメレレン＝ベルガルト                             | 未婚 | ムシチュイ1世の子。1262年にドイツ騎士団に加入したため、ポメレレン＝ベルガルトはポメレレン＝ダンツィヒに併合された。             |
| サンボル2世           |      | 1212年ごろ | 1233年-1270年 | 1277年12月30日             | ポメレレン＝リーブシャウ                           | マティルダ・フォン・メクレンブルク＝シュヴェリーン 6人の子女を儲ける | ムシチュイ1世の子。初めはリーブシャウ＝ディルシャウ付近に居を構え、ドイツの東方植民でディルシャウが建設されるとそこに移住した。 |
| ムシチュイ2世         |      | 1220年     | 1266年-1270年 | 1294年12月29日             | ポメレレン＝シュヴェッツ                           | ユディス・フォン・ヴェッティン 1275年以前 2人の子女を儲ける エウフロジナ・オポルスカ 1275年結婚、1288年離婚 子を儲けず スリスワヴァ 1288年以降 子を儲けず                                 | シフィエントペウク2世の子。1270年、ポメレレン公国を再統一する。                                                                 |
| ヴァルティスラフ2世   |      | 1237年     | 1266年-1270年 | 1271年5月9日               | ポメレレン＝ダンツィヒ                             | 未婚 | シフィエントペウク2世の子。後継者を残さず死去し、ダンツィヒはポメレレン公国に統合された。                                       |
| ムシチュイ2世         |      | 1220年     | 1270年-1294年 | 1294年12月29日             | ポメレレン                                         | ユディス・フォン・ヴェッティン 1275年以前 2人の子女を儲ける エウフロジナ・オポルスカ 1275年結婚、1288年離婚 子を儲けず スリスワヴァ 1288年以降 子を儲けず                                 | 1270年、ポメレレン公国を再統一する。1294年、ポメレレン公国はポーランド王国に併合された。                                        |

### ポメレレンのその後
- 1296年–1299年 クヤヴィの一部
- 1299年–1308年 ポーランド領
- 1308年–1466年 ドイツ騎士団国領
- 1454年–1466年 十三年戦争の係争地
- 1466年–1569年 王領プロイセンの一部、ポーランド王国と同君連合
- 1569年–1772年 ポーランド・リトアニア共和国領
- 1772年–1919年 プロイセン王国の行政区西プロイセンの一部、1871年以降はさらにドイツ帝国の一部
  - 1772年–1793年 第1次ポーランド分割ではダンツィヒなどいくつかの都市はポーランド領のままだったが、その後の第2次ポーランド分割でプロイセンに編入された
  - 1807年–1814年 フランスの衛星国の自由都市ダンツィヒ。フランソワ・ジョゼフ・ルフェーヴルがダンツィヒ公爵の称号を1808年から1820年まで保持し、その後は西プロイセンに返還
  - 1829年–1878年 プロイセン州
- 1920年–1939年 ポーランド第二共和国の一部、ただし、ダンツィヒは自由都市ダンツィヒとして国際連盟の保護下
- 1939年–1945年 ナチス・ドイツのダンツィヒ＝西プロイセン帝国大管区
- 1945年– ポーランド領